# 白鯷
白鯷（学名：Engraulis albidus）為輻鰭魚綱鲱形目鳀科的其中一種，分布於地中海的法國南部及亞德里亞海海域，體長可達9.4公分。

## 擴展閱讀
維基物種上的相關：白鯷